# Celeste Cardona
Pour les articles homonymes, voir Cardona.
Maria Celeste Ferreira Lopes Cardona, née le 30 juin 1951 à Anadia, est une femme politique portugaise.
Membre du CDS – Parti populaire, elle siège au Parlement européen de 1997 à 1999 et à l'Assemblée de la République de 1999 à 2002, et de 2002 à 2004 (avec une interruption lorsqu'elle est ministre de la Justice du XVe gouvernement constitutionnel portugais de 2002 à 2004).